# Циклон Б
Циклон Б је било комерцијално име за пестицид на бази цијанида познат по томе што је у нацистичкој Немачкој коришћен у масовним убијањима људи у гасним коморама током холокауста. „Б“ означава један од два типа циклона. Други тип циклон А је течни пестицид који испушта цијановодоничну киселину у хемијској реакцији са водом.
Садржи цијановодоничну киселину (  ознака за Б), стабилизатор, одорант метил 2-бромоацетат и један од неколико адсорбената. Неки Циклон Б нису садржали одорант што је објашњавало различито, или да се ради о производњи усмереној за уништавање или да га није било услед несташица у снабдевању.